# Armenië op het Eurovisiesongfestival 2009

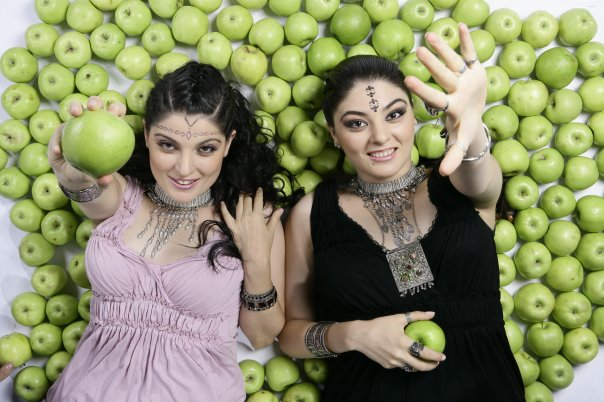
Inga & Anush

Armenië nam deel aan het Eurovisiesongfestival 2009 in Moskou, Rusland. Het was de vierde deelname van het land op het Eurovisiesongfestival. ARMTV was verantwoordelijk voor de Armeense bijdrage voor de editie van 2009. Het duo Inga & Anush werd via een nationale finale verkozen, en eindigden in Moskou op de tiende plaats met het liedje Jan jan.

## Nationale selectieprocedure
De Armeense inzending voor het songfestival van 2009 werd gekozen via een grootse nationale finale waaraan 21 artiesten deelnamen. Dit was het tweede jaar dat Armenië een nationale finale hield. De finale van deze preselectie was op 14 februari 2009. Televoting en jury kozen de winnaar.
| Startplaats | Artiest                | Lied                  | Jury | Televote | Televote | Totaal | Plaats |
| ----------- | ---------------------- | --------------------- | ---- | -------- | -------- | ------ | ------ |
| 1           | Iren                   | "Miayn du"            | 0    | 0        | 91       | 0      | 14     |
| 2           | Hasmik Margarian       | "Erazanq"             | 0    | 0        | 62       | 0      | 16     |
| 3           | The Beautified Project | "Butterfly"           | 0    | 2        | 223      | 2      | 11     |
| 4           | Gaiane Arzumanian      | "Molto Bello"         | 4    | 1        | 173      | 5      | 8      |
| 5           | Marta Bulbulian        | "Yes andari perin em" | 0    | 0        | 55       | 0      | 18     |
| 6           | Inga & Anush           | "Jan Jan"             | 12   | 12       | 5416     | 24     | 1      |
| 7           | Oxygen                 | "Andzrevi par"        | 0    | 0        | 9        | 0      | 21     |
| 8           | Artyom Hakobian        | "Eternal Fire"        | 0    | 0        | 82       | 0      | 15     |
| 9           | Shprot                 | "Lucky"               | 6    | 7        | 1055     | 13     | 5      |
| 10          | Hayk Kasparov          | "Give Me An Answer"   | 0    | 0        | 50       | 0      | 19     |
| 11          | Arman Harutyunian      | "Come on, my friends" | 0    | 0        | 57       | 0      | 17     |
| 12          | Guzh                   | "Ko Dem"              | 0    | 0        | 23       | 0      | 20     |
| 13          | Lilu                   | "Et ari"              | 0    | 4        | 353      | 4      | 9      |
| 14          | Davit Minasian         | "Kez yerkem"          | 1    | 0        | 90       | 1      | 12     |
| 15          | Mher                   | "My Heart, My Soul"   | 7    | 10       | 4493     | 17     | 2      |
| 16          | Dorians                | "Fly"                 | 10   | 6        | 874      | 16     | 3      |
| 17          | Bambir                 | "Yolk"                | 5    | 8        | 1134     | 13     | 4      |
| 18          | Hripsime Hakobian      | "Eli Eli"             | 2    | 3        | 272      | 5      | 7      |
| 19          | Davo                   | "Dzerkere ver"        | 0    | 0        | 100      | 0      | 13     |
| 20          | Tigran Petrosian       | "Only Time"           | 8    | 5        | 495      | 13     | 6      |
| 21          | Sergey Grigorian       | "Qez Hamar"           | 3    | 0        | 127      | 3      | 10     |

## In Moskou
In de eerste halve finale moest men aantreden als 6de, net na Zweden en voor Andorra.
Op het einde van de avond bleek dat men door mocht naar de finale, men behaalde een 5de plaats met 99 punten.
Men ontving 1 keer het maximum van de punten.
België had 10 punten over voor deze inzending en Nederland zat in de andere halve finale.
In de finale moest Armenië als negende optreden, na Griekenland en voor Rusland. Op het einde van de puntentelling hadden de Armenen 92 punten verzameld, wat goed was voor een 10de plaats.
Men ontving één keer het maximum van de punten.
België en Nederland hadden respectievelijk 7 en 5 punten over voor deze inzending.

### Gekregen punten

#### Halve Finale 1
| 12 punten                      | 10 punten                                             | 8 punten               | 7 punten                    | 6 punten                                        |
| ------------------------------ | ----------------------------------------------------- | ---------------------- | --------------------------- | ----------------------------------------------- |
| - Tsjechië                     | - België - Duitsland - Israël - Turkije - Wit-Rusland | - Bulgarije - Roemenië |                             |                                                 |
| 5 punten                       | 4 punten                                              | 3 punten               | 2 punten                    | 1 punt                                          |
| - Zweden - Verenigd Koninkrijk | - Montenegro                                          |                        | - IJsland - Noord-Macedonië | - Bosnië en Herzegovina - Finland - Zwitserland |

#### Finale
| 12 punten                       | 10 punten                    | 8 punten             | 7 punten            | 6 punten                                  |
| ------------------------------- | ---------------------------- | -------------------- | ------------------- | ----------------------------------------- |
| - Tsjechië                      |                              | - Israël             | - België - Roemenië | - Bulgarije - Frankrijk - Turkije         |
| 5 punten                        | 4 punten                     | 3 punten             | 2 punten            | 1 punt                                    |
| - IJsland - Nederland - Rusland | - Cyprus - Portugal - Spanje | - Slowakije - Zweden | - Oekraïne - Polen  | - Finland - Noord-Macedonië - Wit-Rusland |

| Jury punten finale         | Jury punten finale | Jury punten finale      | Jury punten finale                                         | Jury punten finale               |
| 12 punten                  | 10 punten          | 8 punten                | 7 punten                                                   | 6 punten                         |
| -------------------------- | ------------------ | ----------------------- | ---------------------------------------------------------- | -------------------------------- |
|                            |                    | - IJsland - Portugal    | - Roemenië - Slowakije - Tsjechië                          | - Israël                         |
| 5 punten                   | 4 punten           | 3 punten                | 2 punten                                                   | 1 punt                           |
| - Noord-Macedonië - Zweden | - Finland          | - Bosnië en Herzegovina | - Servië - Verenigd Koninkrijk - Wit-Rusland - Zwitserland | - Frankrijk - Rusland - Slovenië |

| Televoting punten finale | Televoting punten finale                  | Televoting punten finale                   | Televoting punten finale | Televoting punten finale |
| 12 punten                | 10 punten                                 | 8 punten                                   | 7 punten                 | 6 punten                 |
| ------------------------ | ----------------------------------------- | ------------------------------------------ | ------------------------ | ------------------------ |
|                          | - België - Nederland - Tsjechië - Turkije | - Bulgarije - Frankrijk - Rusland - Spanje | - Cyprus                 | - Oekraïne - Polen       |
| 5 punten                 | 4 punten                                  | 3 punten                                   | 2 punten                 | 1 punt                   |
| - Israël                 | - Griekenland - Roemenië                  | - Duitsland - Wit-Rusland                  |                          | - Zweden                 |

### Punten gegeven door Armenië

#### Halve Finale 1
Punten gegeven in de halve finale:
| 12 punten | IJsland               |
| 10 punten | Turkije               |
| 8 punten  | Zweden                |
| 7 punten  | Israël                |
| 6 punten  | Bosnië en Herzegovina |
| 5 punten  | Montenegro            |
| 4 punten  | Wit-Rusland           |
| 3 punten  | Malta                 |
| 2 punten  | Roemenië              |
| 1 punt    | België                |

#### Finale
Punten gegeven in de finale:
| 12 punten | Rusland             |
| 10 punten | Griekenland         |
| 8 punten  | Noorwegen           |
| 7 punten  | Verenigd Koninkrijk |
| 6 punten  | Frankrijk           |
| 5 punten  | IJsland             |
| 4 punten  | Turkije             |
| 3 punten  | Oekraïne            |
| 2 punten  | Moldavië            |
| 1 punt    | Azerbeidzjan        |

| 12 punten | Rusland             |
| 10 punten | Griekenland         |
| 8 punten  | Verenigd Koninkrijk |
| 7 punten  | Turkije             |
| 6 punten  | Oekraïne            |
| 5 punten  | IJsland             |
| 4 punten  | Moldavië            |
| 3 punten  | Frankrijk           |
| 2 punten  | Malta               |
| 1 punt    | Noorwegen           |

| 12 punten | Noorwegen           |
| 10 punten | Rusland             |
| 8 punten  | Frankrijk           |
| 7 punten  | Griekenland         |
| 6 punten  | IJsland             |
| 5 punten  | Verenigd Koninkrijk |
| 4 punten  | Turkije             |
| 3 punten  | Azerbeidzjan        |
| 2 punten  | Estland             |
| 1 punt    | Kroatië             |

2006 · 2007 · 2008 · 2009 · 2010 · 2011 · 2012 · 2013 · 2014 · 2015 · 2016 · 2017 · 2018 · 2019 · 2020-2021 · 2022 · 2023 · 2024 · 2025